# Tòa án Công lý Châu Âu
Tòa án Công lý châu Âu, (tiếng Anh, "European Court of Justice") tên chính thức là Tòa án Công lý (tiếng Anh, "Court of Justice") là toà án tối cao của Liên minh châu Âu giải quyết những vấn đề liên quan đến các vấn đề luật pháp của tổ chức này. Là một trong những thể chế quan trọng của Liên minh châu Âu, Tòa án Công lý châu Âu có nhiệm vụ giải thích luật Liên minh châu Âu và đảm bảo việc áp dụng luật Liên minh châu Âu một cách công bằng đối với tất cả các quốc gia thành viên. Được thành lập vào năm 1952, đặt trụ sở tại Luxembourg, Tòa án Công lý châu Âu bao gồm 27 thẩm phán, đại diện cho 27 quốc gia thành viên của Liên minh châu Âu. Phụ thuộc vào tính chất quan trọng của từng vụ việc mà hội đồng xét xử sẽ có từ 3, 5 đến 13 thẩm phán. Chủ tịch đương nhiệm của Tòa án Công lý châu Âu là ngài Vassilios Skouris.

## Lịch sử
Tòa án Công lý châu Âu được thành lập năm 1952 thông qua Hiệp ước Paris 1951. Là một bộ phận của Cộng đồng Than Thép châu Âu (tiếng Anh, "European Coal and Steel Community"). Ban đầu, Tóa án Công lý châu Âu có 7 thẩm phán, đại diện 6 quốc gia sáng lập cùng với một thẩm phán được thêm vào để đảm bảo không có trường hợp không có đa số khi biểu quyết. Thẩm phán bổ sung này được luân chuyển giữa 3 "nước lớn" đó là: Đức, Pháp và Ý. Năm 1967, Tòa án Công lý châu Âu trở thành một thể chế chính thức khi Cộng đồng Than Thép châu Âu sáp nhập và Cộng đồng Kinh tế châu Âu (tiếng Anh, "European Economic Community", EEC) và Cộng đồng Năng lượng nguyên tử châu Âu (tiếng Anh, "European Atomic Energy Community", gọi tắt là Euratom).
Hiệp ước Maastricht được phê chuẩn vào năm 1993 hình thành Liên minh châu Âu. Tên của Tòa án Công lý châu Âu không hề thay đổi khác với các thể chế chính trị khác của Liên minh châu Âu. Quyền lực của Tòa án Công lý châu Âu lúc này dựa trên Cộng đồng châu Âu - trụ cột thứ nhất (tiếng Anh, "the first pillar").
Với việc ký kết Hiệp ước Amsterdam vào năm 1997, Tòa án Công lý châu Âu đã giành được quyền lực riêng. Những vấn đề từ cột trụ thứ ba được chuyển giao cho cột trụ thứ nhất (trước đó, những vấn đề thuộc cột trụ thứ ba được giải quyết giữa nội bộ các quốc gia thành viên, không liên quan đến Tòa án Công lý châu Âu).
Sau khi Hiệp ước Lisbon có hiệu lực vào ngày 1 tháng 12 năm 2009, "Tòa án Công lý Cộng đồng châu Âu" (tiếng Anh, "Court of Justice of the European Communities") có tên chính thức là Tòa án Công lý (tiếng Anh, "Court of Justice") mặc dù vẫn được biết đến như là Tòa án Công lý châu Âu (tiếng Anh, "European Court of Justice") để phân biệt với Tòa án Quốc tế vì Công lý (tiếng Anh, "International Court of Justice"). Tòa sơ thẩm châu Âu (tiếng Anh, "Court of First Instance") được đổi tên thành "Tòa sơ thẩm" (tiếng Anh, "General Court") và thuật ngữ "Tòa án Công lý Liên minh châu Âu" hiện tại chính thức được hiểu là bao gồm cả hai tòa nêu trên và "Tòa án dịch vụ dân sự Liên minh châu Âu".

## Khái quát
Tòa án Công lý châu Âu là tòa án tối cao của Liên minh châu Âu trong những vấn đề liên quan đến luật pháp của Liên minh châu Âu ngoại trừ nội luật của các quốc gia thành viên. Không thể yêu cầu Tòa án Công lý châu Âu đưa ra những quyết định thay cho tòa án của các quốc gia thành viên nhưng các toà của quốc gia thành viên có thể đưa vấn đề pháp lý có liên quan đến luật pháp của Liên minh châu Âu để Tòa án Công lý châu Âu tư vấn. Tuy nhiên, tòa án của các quốc gia thành viên bắt buộc phải tuân thủ cách giải thích luật của Tòa án Công lý châu Âu dựa trên vụ việc được xem xét để tư vấn. Tuy vậy, chỉ có tòa án tối cao của các quốc gia thành viên mới bắt buộc phải đưa vấn đề liên quan đến luật pháp của Liên minh châu Âu lên Tòa án Công lý châu Âu để nhận tư vấn. Hệ thống các điều ước quốc tế của Liên minh châu Âu cho phép Tòa án Công lý châu Âu quyền hạn đối với toàn thể quốc gia thành viên của Liên minh châu Âu.
Tòa án Công lý châu Âu đồng thời giữ vai trò trọng tài xử lý các vấn đề pháp lý liên quan đến các thể chế khác của Liên minh châu Âu và có nhiệm vụ giám sát quyền hạn hợp pháp của các thể chế này trong phạm vi đã quy định.
Tòa án Công lý châu Âu đang phát triển mạnh mẽ với số lượng không ngừng gia tăng của các vụ việc cũng như trên phương diện ngân sách. Năm 2008, Tòa án Công lý châu Âu đã thụ lý hơn 1300 vụ việc, một con số kỉ lục. Quỹ lương cho nhân viên cũng đạt tới mức cao nhất là €238 triệu vào năm 2009.

## Cơ cấu

### Thẩm phán
Tòa án Công lý châu Âu có 27 thẩm phán cùng với 8 luật sư quốc gia. Các thẩm phán và luật sư quốc gia được chỉ định thông qua sự nhất trí của các chính phủ các quốc gia thành viên Liên minh châu Âu  với nhiệm kì 6 năm có thể tái bổ nhiệm. Các hiệp ước đòi hỏi thẩm phán của Tòa án Công lý châu Âu phải là những chuyên gia pháp lý có tư cách cá nhân hoàn toàn độc lập cũng như đủ khả năng chuyên môn theo quy định của từng quốc gia thành viên và được đề cử bởi những người có thẩm quyền. Trên thực tế, mỗi quốc gia thành viên đề cử một thẩm phán và sự đề cử đó phải được các quốc gia thành viên còn lại phê chuẩn.
Chủ tịch của Tòa án Công lý châu Âu được bầu bởi các thẩm phán với nhiệm kì 3 năm có thể tái bổ nhiệm. Ngài chủ tịch chịu trách nhiệm điều khiển các phiên xét xử cũng như các cuộc thảo luận (ví dụ, lên thời gian biểu cho các công việc của Tòa án Công lý châu Âu và các hội đồng xét xử lớn). Ngài chủ tịch đồng thời chỉ định các vụ việc cần xem xét cho các phòng ban đặc trách và thẩm phán chịu trách nhiệm báo cáo lại vụ việc (thường được biết đến dưới tên gọi "rapporteur", kể cả trong tiếng Anh). Hội đồng Liên minh châu Âu có thể chỉ định một phụ tá báo cáo vụ việc để hỗ trợ ngài chủ tịch trong các vấn đề liên quan đến các biện pháp tạm thời cũng như hỗ trợ các thẩm phán báo cáo vụ việc hoàn thành công tác.

### Hội đồng xét xử
Tòa án Công lý châu Âu có thể tổ chức các phiên họp toàn thể dưới hình thức một hội đồng xét xử lớn (tiếng Anh, "Grand Chamber") gồm 13 thẩm phán hoặc các hội đồng xét xử nhỏ hơn gồm 3 hoặc 5 thẩm phán. Các phiên họp toàn thể rất hiếm khi diễn ra và phần lớn hội đồng xét xử chỉ gồm 3 hoặc 5 thẩm phán. Mỗi hội đồng xét xử sẽ bầu ra chủ tịch hội đồng xét xử có nhiệm kì 3 năm đối với hội đồng xét xử gồm 5 thẩm phán hoặc 1 năm đối với hội đồng xét xử có 3 thẩm phán.
Chỉ trong những vụ việc có tính chất đặc biệt được quy định trong các hiệp ước, Tòa án Công lý châu Âu mới tổ chức hội đồng xét xử gồm tất cả các thẩm phán. Tính chất đặc biệt của một vụ việc, ngoài những quy định trong các hiệp ước, còn có thể do chính Tòa án Công lý châu Âu tự đánh giá và quyết định. Thông thường, Tòa chỉ tổ chức các hội đồng xét xử lớn khi một bên trong vụ việc là quốc gia thành viên hoặc một trong các thể chế chính trị của Liên minh châu Âu yêu cầu hoặc Tòa xét thấy đó là những vụ việc phức tạp và quan trọng.
Tòa án Công lý châu Âu hoạt động trên nguyên tắc thống nhất ý kiến, nghĩa là phán quyết của tòa không bao gồm những ý kiến thiểu số.
| Nhiệm kì | Chủ tịch                      | Quốc gia    |
| 1952–1958 | Massimo Pilotti               | Ý           |
| 1958–1964 | Andreas Matthias Donner       | Hà Lan      |
| 1964–1967 | Charles Léon Hammes           | Luxembourg  |
| 1967–1976 | Robert Lecourt                | Pháp        |
| 1976–1980 | Hans Kutscher                 | Đức         |
| 1980–1984 | Josse Mertens de Wilmars      | Bỉ          |
| 1984–1988 | John Mackenzie-Stuart         | Anh Quốc    |
| 1988–1994 | Ole Due                       | Đan Mạch    |
| 1994–2003 | Gil Carlos Rodriguez Iglesias | Tây Ban Nha |
| 2003–present | Vassilios Skouris             | Hy Lạp      |
| Source: "The Presidents of the Court of Justice". European NAvigator. Bản gốc lưu trữ ngày 7 tháng 6 năm 2011. Truy cập ngày 13 tháng 7 năm 2007. |                               |             |

### Luật sư quốc gia
Các thẩm phán được hỗ trợ bởi 8 luật sư quốc gia (tiếng Anh, "Advocates-General"). Các luật sư quốc gia phụ trách việc trình bày các lập luận pháp lý trong các vụ việc được giao. Các luật sư quốc gia có thể đặt câu hỏi cho các bên liên quan và đưa ra ý kiến căn cứ theo một giải pháp pháp lý phù hợp trước khi các thẩm phán thảo luận để đưa ra phán quyết cuối cùng. Hình thức luật sư quốc gia nhằm mục đích cung cấp cho các bên có liên quan những ý kiến pháp lý độc lập và vô tư liên quan đến các vụ việc mà Tòa án Công lý châu Âu đang xem xét. Không giống như phán quyết của Tòa, ý kiến pháp lý của các luật sư do được viết bởi một người nên nhìn chung sẽ dễ hiểu hơn và có cách xử lý đối với các vấn đề pháp lý một cách toàn diện hơn. Ý kiến của các luật sư quốc gia mang tính chất tư vấn và không thể ràng buộc Tòa phải tuân thủ nhưng những ý kiến này rất có ảnh hưởng đến phán quyết của tòa và phần lượng được Tòa chia sẻ trong các vụ việc. Từ năm 2003, luật sư quốc gia chỉ còn được yêu cầu đưa ý kiến tư vấn trong các vụ việc mà Tòa án Công lý châu Âu xét thấy có thể gây ra những tranh cãi trong luật Liên minh châu Âu.
5 trong số 8 luật sư quốc gia được đề cử bởi 5 quốc gia thành viên chủ chốt đó là: Đức, Pháp, Vương quốc Anh, Ý và Tây Ban Nha. 3 vị trí còn lại luân chuyển theo thứ tự ABC trong chữ cái đầu tiên của 22 quốc gia thành viên còn lại và tính tới hiện tại đó là: Slovakia, Slovenia và Phần Lan. Ba Lan đang liên tục đòi hỏi có thêm một luật sư quốc gia thường trực ở Tòa án Công lý châu Âu với lý do quốc gia thành viên này chỉ nhỏ hơn một ít so với Tây Ban Nha. Căn cứ theo Hiệp ước Lisbon, số lượng luật sư quốc gia, nếu Tòa xét yêu cầu, có thể tăng lên 11 người, với 6 luật sư quốc gia thường trực đại diện cho 6 quốc gia thành viên lớn nhất Liên minh châu Âu.

### Ban thư ký
Ban thư ký là những người quản lý hoạt động của Tòa án Công lý châu Âu. Nhân viên của ban thư ký điều hành các phòng ban theo chỉ đạo của ngài chủ tịch Tòa. Ngoài ra, Tòa án Công lý châu Âu còn có thể chỉ định thêm các ban thư ký phụ trong mọi vấn đề liên quan đến hoạt động của Tòa bao gồm việc tiếp nhận, chuyển phát cũng như sắp xếp của văn bản, cáo trạng gửi đến ngài chủ tịch Tòa. Ban thư ký cũng chịu trách nhiệm giữ các con dấu cũng như sao lưu các văn bản của tòa. Bên cạnh đó, ban thư ký còn phụ trách vấn đề tài chính và ngân quỹ của Tòa. Tòa án Công lý châu Âu tự chịu trách nhiệm tổ chức cơ cấu của ban thư ký bao gồm phòng dịch thuật. Theo các số liệu, đến năm 2006, phòng dịch thuật chiếm đến 45% tổng số nhân viên của Tòa.